# K-43
Pour les articles homonymes, voir K43.
Pour le sous-marin du même nom servant actuellement dans la Marine indienne, voir K-152 Nerpa.
Le K-43 est un sous-marin nucléaire lanceur de missiles de croisière de classe Charlie qui sert dans la Marine soviétique et dans la Marine indienne. Construit entre 1964 et 1967, il est commissionné au sein de la Marine soviétique le 5 novembre 1967. Il servira par la suite sous le nom d’INS Chakra dans la Marine indienne entre 1988 et 1991.
Il est loué à l’Inde à partir du 1er septembre 1987 et atteint son nouveau port d’attache à Vishakapatnam le 3 février 1988 après un long trajet. Les Soviétiques affirment alors que le sous-marin est transféré pour permettre à la Marine indienne de s’entraîner au maniement de sous-marins nucléaires. Pendant son service sous pavillon indien, une partie de son équipage restera composé de marins soviétiques ces derniers interdisant aux marins indiens de pénétrer dans le compartiment des missiles et dans le compartiment du réacteur, il s’agit de la raison probable qui détermine l’Inde à mettre fin au contrat de location après trois ans. La location du Chakra permettra néanmoins à l’Inde d’acquérir de l’expérience dans le maniement et la navigation d’un sous-marin nucléaire ce qui sera utile lors du lancement de la classe Arihant de sous-marins nucléaires indiens.

## Description

Projet 670

Le K-43 mesure 94 m de long et 10 m de large, il a un tirant d'eau de 8 m. Il déplace 4 000 t en surface et 5 000 t en plongée. L’équipage est compose d’environ 100 hommes
Le K-43 est propulsé par une hélice à cinq pales propulsée par un réacteur à eau pressurisée VM-5. Il peut atteindre une vitesse maximale de 16 nœuds (29,632 km/h) en surface et 23 nœuds (42,596 km/h) en plongée. Le K-43 peut emporter jusqu’à 8 missiles de croisière SS-N-7 Starbright dotés de tête nucléaire. Il possède six tubes lance-torpilles de 533 mm pouvant emporter 12 torpilles ou 12 missiles anti sous-marins SS-N-15 Starfish.

## Histoire
In octobre 1986, le Politburo soviétique donne son accord au transfert à l’Inde d’un sous-marin de classe Charlie à des fins d’entraînement. Il s’agit alors du premier sous-marin nucléaire transféré à un pays étranger. Il s’agit alors de prouver l’engagement de l’Union soviétique à défendre l’Inde. Certains hommes politiques à Moscou expriment néanmoins de sérieuses réserves quant aux conséquences d’un tel transfert. Cependant, le Politburo préside par Mikhaïl Gorbatchev décide que les avantages politiques étaient plus importants que les réserves.

### Transfert à l’Inde
Une nouvelle base navale est construite à Vishakapatnam avec l’aide de l’Union soviétique pour accueillir le sous-marin. Un équipage indien est en envoyé au centre d’entraînement de Kirova pour y suivre une formation de deux ans. L’ambassadeur indien à Moscou, Nurul Hasan, rendra même visite à l’équipage indien pendant sa formation.

## Service opérationnel
Le sous-marin est construit entre 1964 et 1967 et est commissionné dans la Marine soviétique le 5 novembre 1967. À son retour en Union soviétique, à l'issue du contrat de location de trois ans passé avec l'Inde, le K-43 reprend du service jusqu'à son désarmement le 30 juillet 1992, date à laquelle il est vendu pour la ferraille.

### Service dans la Marine indienne
Le sous-marin prend la mer en direction de l’Inde le 5 janvier 1988 depuis Vladivostok et est commissionné dans la Marine indienne le jour même. Il traverse la mer de Chine méridionale et traverse le détroit de Malacca où il est escorté par la frégate indienne, INS Dunagiri. Sa route est surveillée en permanence par des P-3 Orion américains et australiens. Il arrive à Vishakapatnam le 2 février 1988. Le sous-marin est accueilli par le Premier ministre indien, Rajiv Gandhi, le Ministre de la Défense, K. C. Pant, le chef d’état-major de la Marine indienne, G. J. Nadkami, et le commandant du Commandement naval de l'Est (en), vice-amiral S. C. Chopra, qui commandera la sous-marin en plongée,.
L’INS Chakra participe à la Revue présidentielle de la Flotte le 15 février 1989 à Mumbai et est aperçu par des millions d’Indiens à la télévision. Le transfert du sous-marin obtient une importante couverture dans les médias internationaux. Time Magazine parle de l’Inde comme d’une « Awakening Power » (en français : puissance en éveil), alors que le Washington Post  parle de « Oriental Bully » (tyran oriental). Le Chakra sert aussi bien sur les front oriental et occidental (en) pendant ses années de service. Le contrat de location arrivant à son terme, le Chakra quitte Vishakapatnam pour l’Union soviétique le 16 décembre 1990 et est escorté par l'INS Savitri pendant ce trajet. Il est retire des listes de la Marine en janvier 1991.